# Imrich Bjelik
Imrich Bjelik (též Emmerich Bjelik, nebo Imre Bielik) (24. července 1860, Ilava – 9. května 1927, Oradea, dnešní Rumunsko) byl římskokatolický duchovní, polní vikář rakousko-uherské armády.

## Životopis
Po kněžském svěcení (1883) se stal nejprve vojenským kaplanem v rezervě, od roku 1888 nastoupil do činné služby a stal se polním konzistorním sektretářem, přičemž založil časopis „Pastoralblatt für die k. u. k. Militärgeistlichkeit“. Roku 1911 byl jmenován polním vikářem a kanovníkem ve Velkém Varadíně, později i v Bratislavě. Roku 1913 byl jemnován  titulární biskupem thaským a přijal biskupské svěcení. 
V roce 1921, po smrti velkovaradínského biskupa Széchenyiho, se stal administrátorem diecéze a byl jím až do své smrti v roce 1927. Ovládal osm evropských jazyků a byl literárně činný. 

## Dílo
- Geschichte der K.u.K. Militär-Seelsorge und des Apostolischen Feld-Vicariates: über Auftrag Seiner Bischöflichen Gnaden des Hochwürdigsten Herrn Apostolischen Feld-Vicars Dr. Coloman Belopotoczky / von Emerich Bielik, K.u.K. Feld-Consistorial-Sekretär, geh. Kämmerer S. päpstl. Heiligk., Ritter des Franz Joseph-Ordens. – Wien: Im Selbstverlage des Apostolischen Feld-Vicariates, 1901.
- Handbuch für die k.u.k. katholische Militärgeistlichkeit: über Auftrag Seiner Bischöflichen Gnaden des Hochwürdigsten Herrn Apostolischen Feld-Vicars Dr. Coloman Belopotoczky / von Emerich Bielik, K.u.K. Feld-Consistorial-Sekretär, geh. Kämmerer S. päpstl. Heiligk., Ritter des Franz Joseph-Ordens. – Wien: Im Selbstverlage des Apostolischen Feld-Vicariates, 1905.
- Pastoralblatt für die k. und k. katholische Militär- und Marinegeistlichkeit, Wien: Verlag des K. u. K. apostolischen Feldvikariates, 1905–1917.